# Choerades fimbriata
Choerades fimbriata là một loài ruồi trong họ Asilidae. Choerades fimbriata được Meigen miêu tả năm 1820.

## Hình ảnh

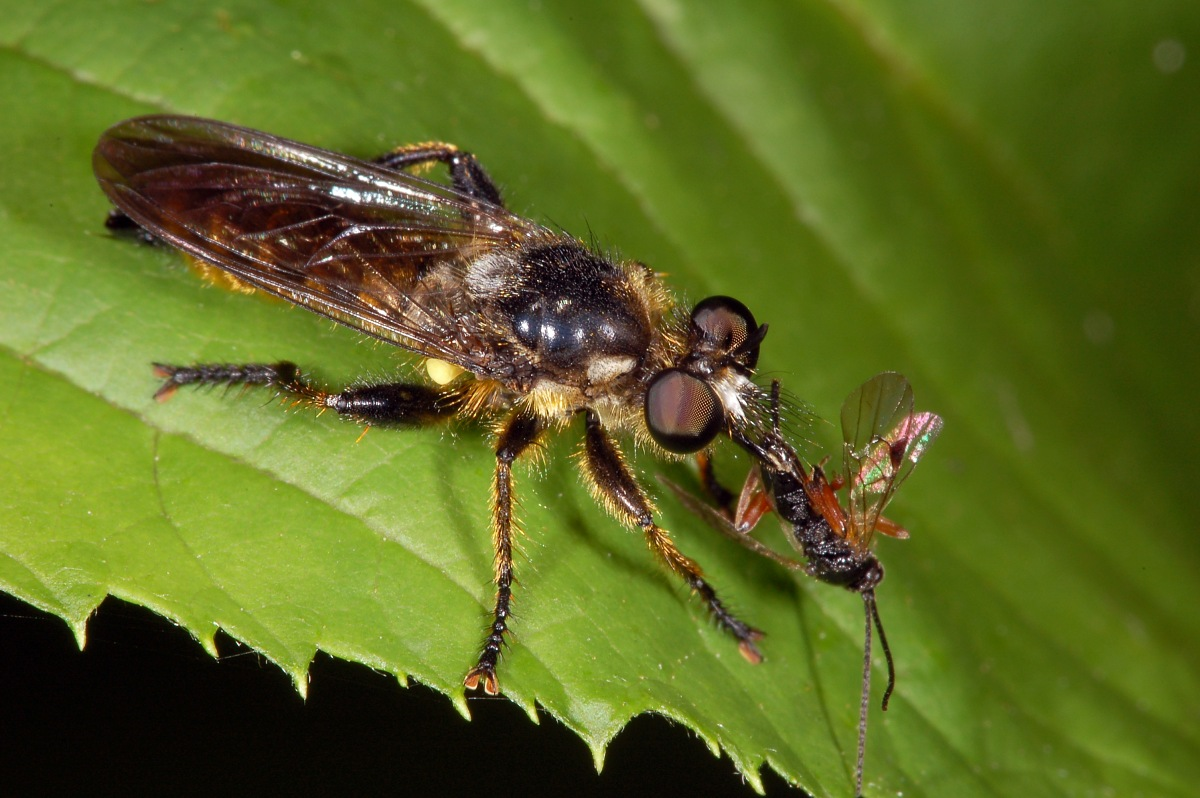
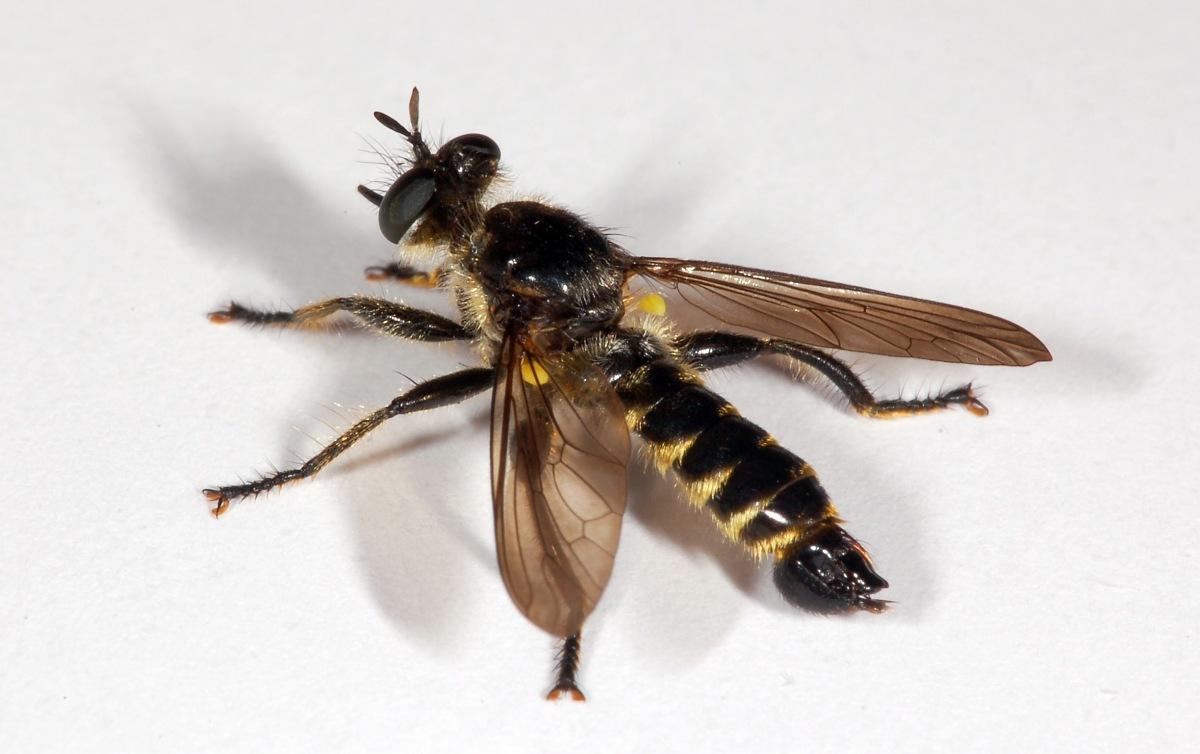
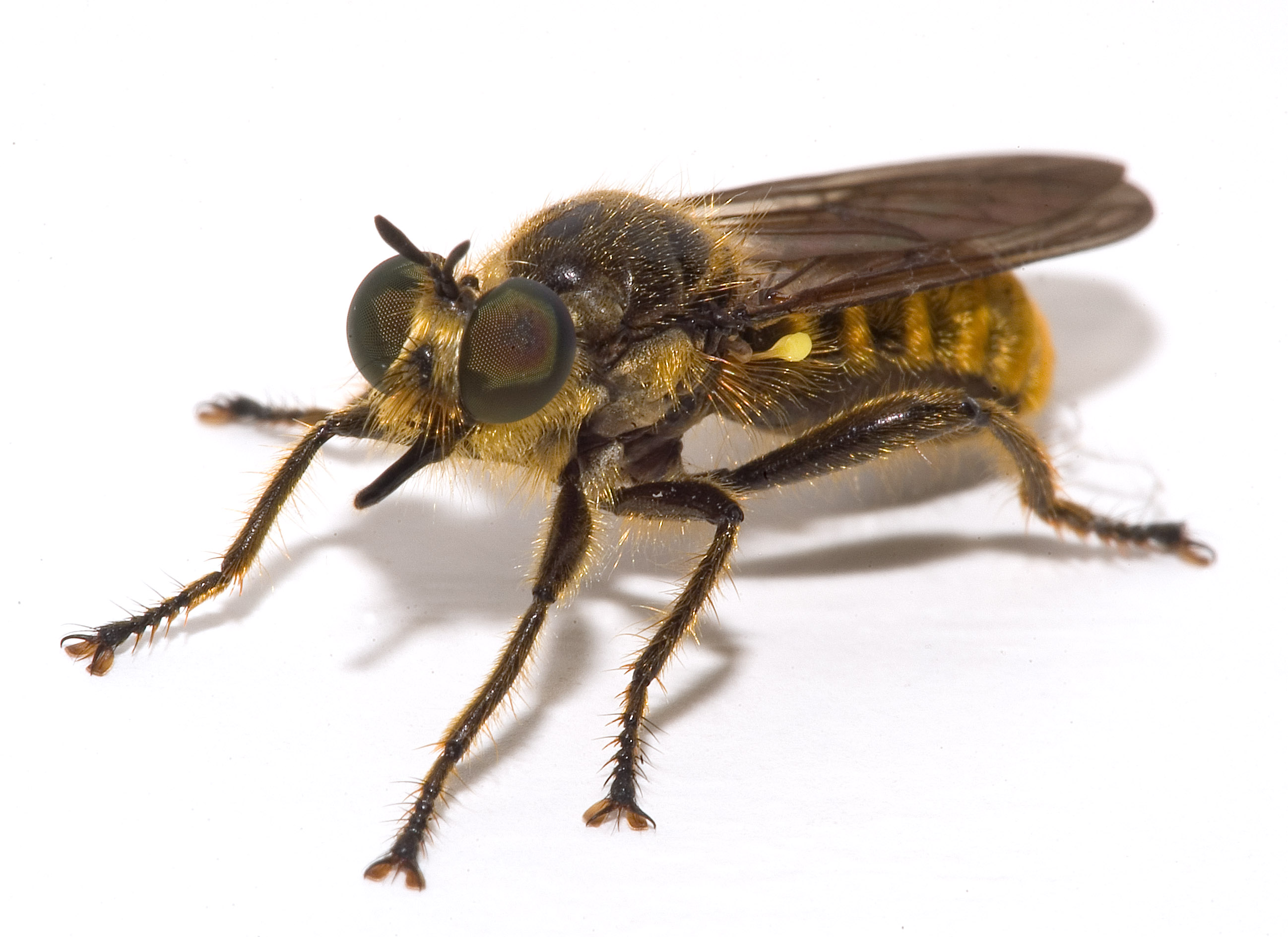
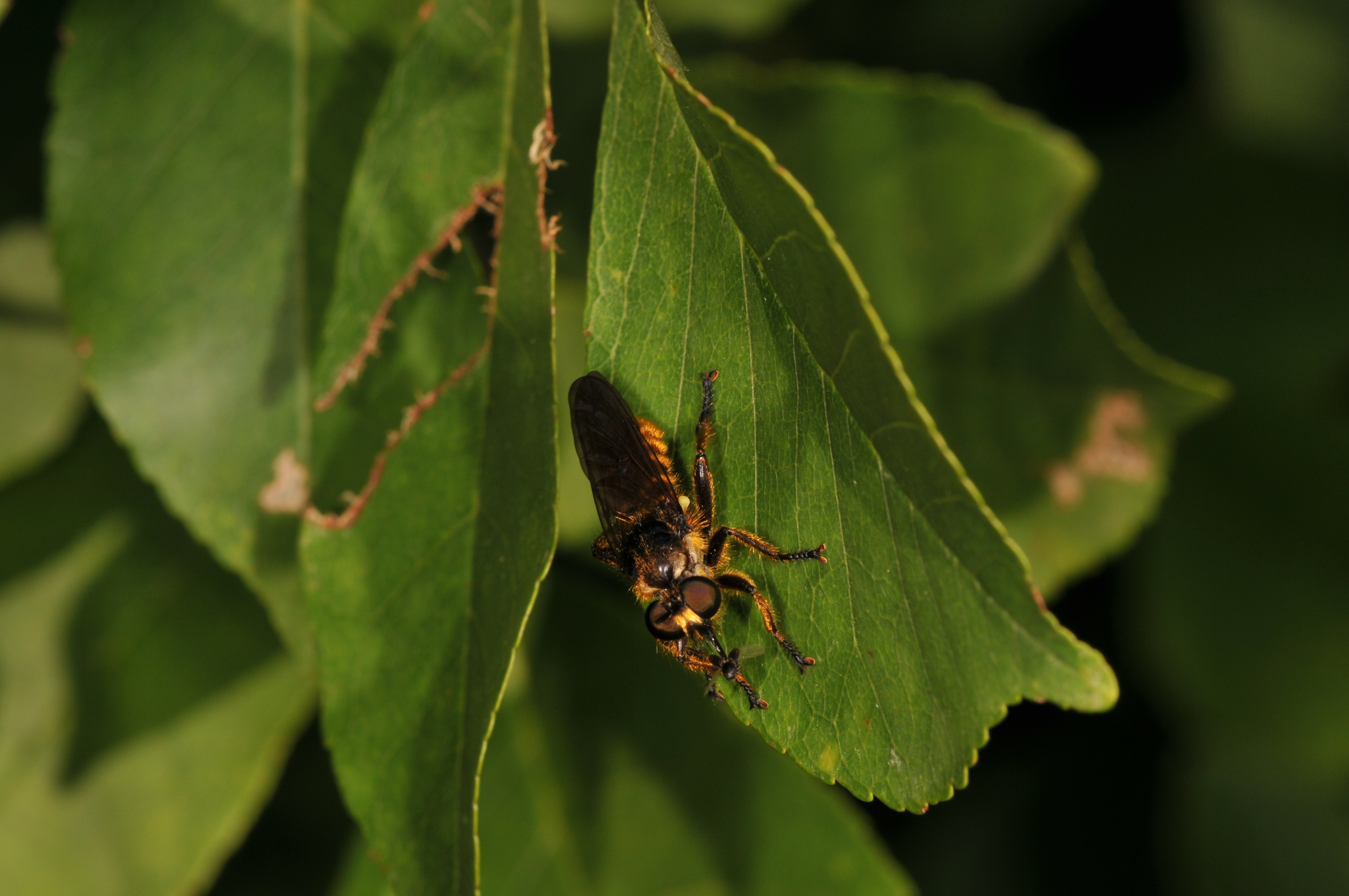